# Храм Святого Георгия Победоносца (Самарканд, недействующий)
Храм святого Георгия Победоносца — недействующий православный храм Ташкентской и Узбекистанской епархии Среднеазиатского митрополичьего округа Русской православной церкви, располагавшийся в городе Самарканде (Узбекистан).
Престольный праздник: 23 апреля 1882.
Носит имя святого великомученика Георгия Победоносца.

## История
Здание храма построено из сырцового кирпича на средства казны и оштукатурено в 1882 году. Полковая церковь находилась в центре Самарканда около дома офицеров. Очень была богата утварью и ризницею. Вмещала церковь до 600 человек. По штату при церкви положен один священник.
До 1903 года церковь и причт при ней состояли в ведении Туркестанского Епархиального Начальства.
До 1910 года именовалась церковью при Управлении Самаркандского воинского начальника.
В 1910 году была учреждена походный храм во имя Святого Великомученика Георгия Победоносца при 5-го Туркестанском стрелковом полку. В 1910 году к церкви прикомандирован и диакон.
21 июля 1896 года был образован Самаркандский областной статистический комитет открыл музей, который разместили в одной из комнат домика при Георгиевской церкви и носил название «Музеума Самаркандского статистического комитета», пока музей не переехал через десять лет в отдельное здание.
В 1960 году храм был закрыт. Здание церкви стало использоваться в качестве клуба ОСОАВИАХИМа. В место колокольни появился самолёт.
После закрытия храма батюшка служивший в храме выкупил дом около кладбища, после чина освещения её назвали Храм Святого Георгия Победоносца.
Здание сохранилось по сей день и после реставрации используется как «Музей дружбы народов и религиозной толерантности».

## Фото

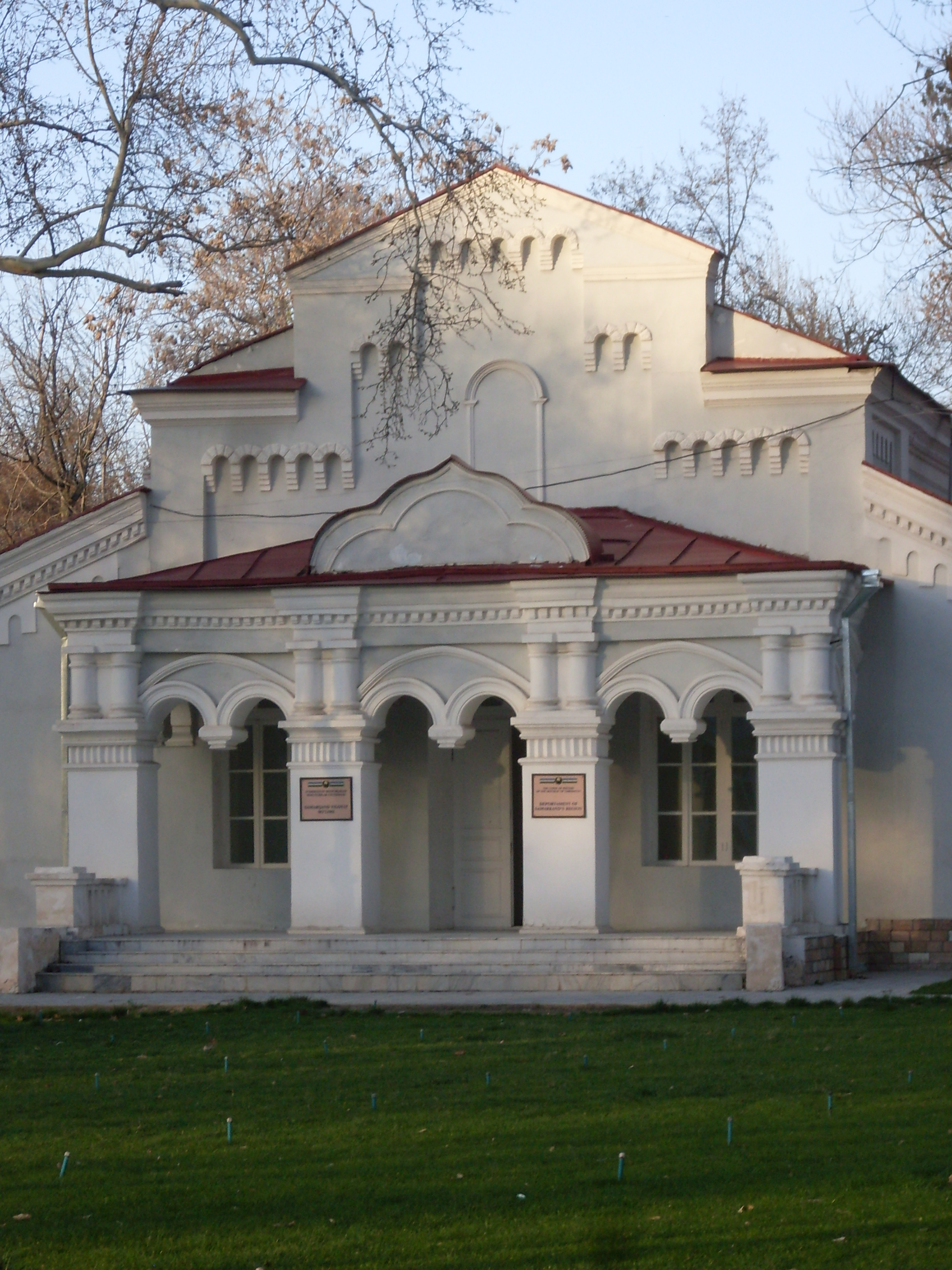
Церковь в 1901 году.
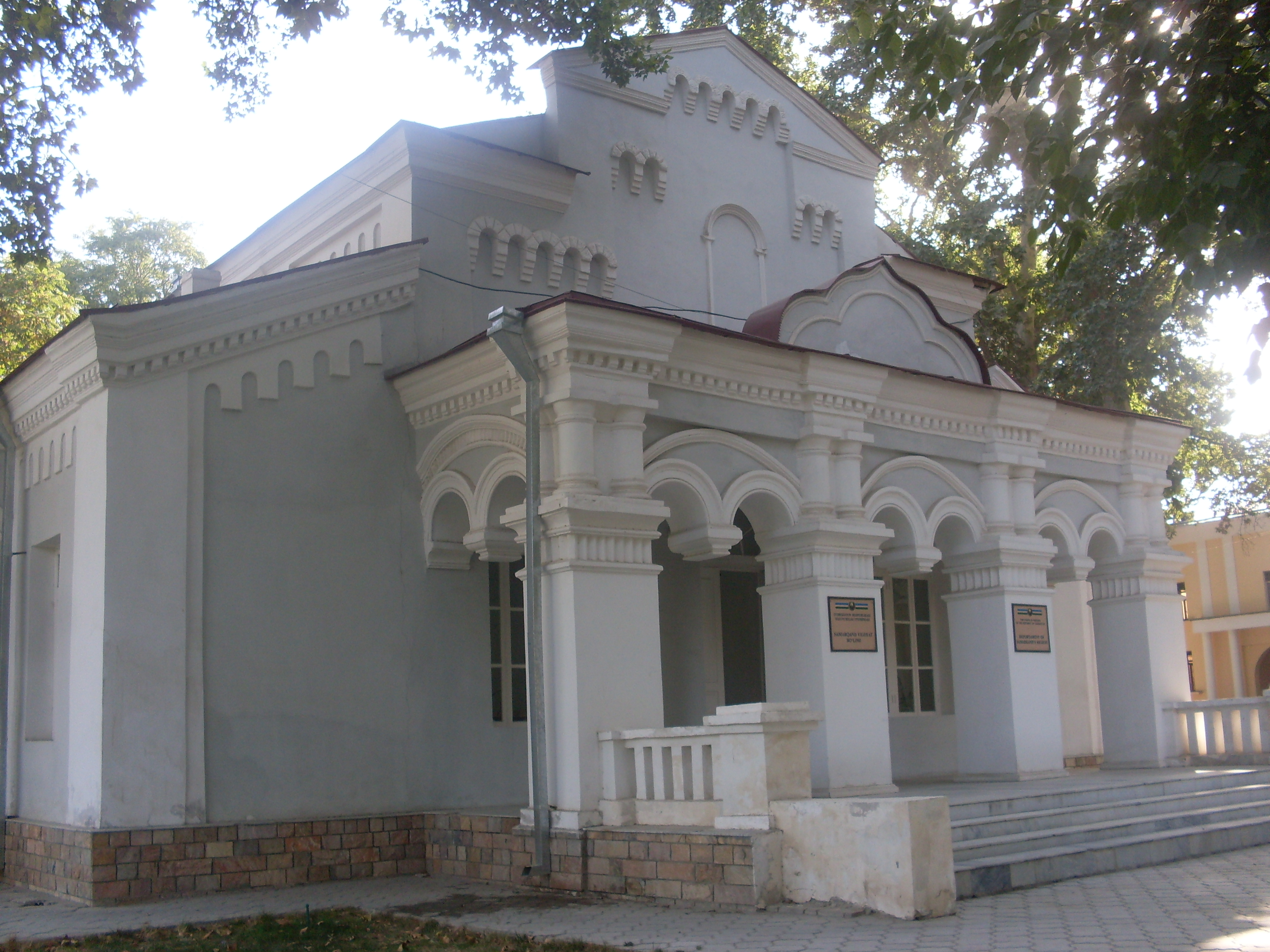
Православный праздник, 1912 год.
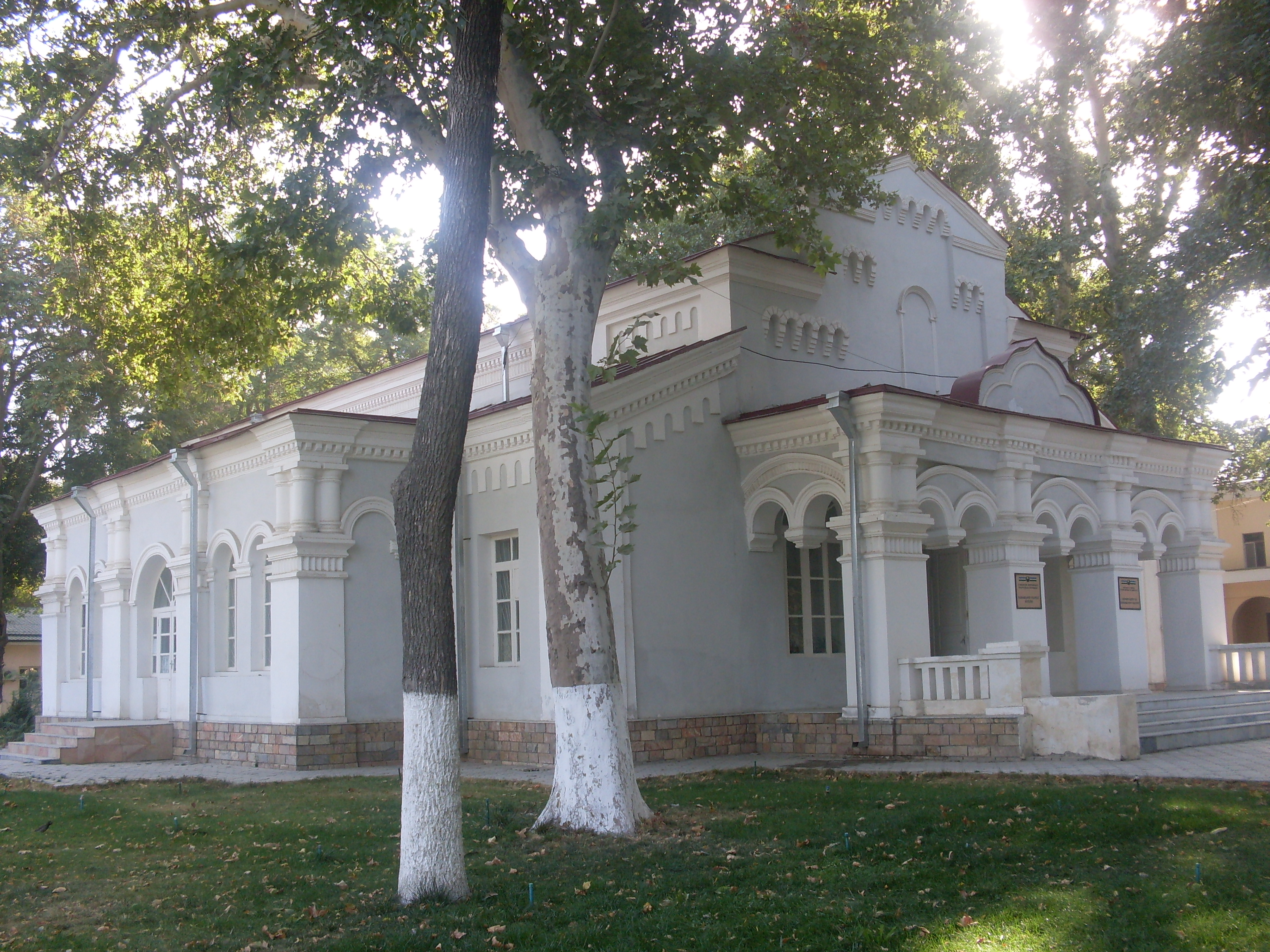
Здание церкви превращено в клуб.